# Blangy-sur-Ternoise

Blangy-sur-Ternoise este o comună în departamentul Pas-de-Calais, Franța. În 1 ianuarie 2022 avea o populație de 700 de locuitori.